# 7e Grammy Awards
De zevende editie van de jaarlijkse uitreiking van de Grammy Awards werd gehouden op 13 april 1965 in Los Angeles, New York en Chicago. Op alle drie locaties werden diverse Grammy's uitgereikt.
Hoewel de muziekwereld inmiddels in de ban was van de (Britse) rock-'n-roll van onder meer The Beatles, Rolling Stones en veel andere voorbeelden uit 'The British Invasion', was daarvan bij de Grammy's nog maar heel weinig te merken. Nog altijd lag de nadruk op de traditionele, populaire muziek en de klassieke muziek. Weliswaar wonnen The Beatles hun eerste twee Grammy's (voor Best New Artist en Best Vocal Performance voor een groep), maar zij verloren in vier andere categorieën waarin ze genomineerd waren. Een daarvan was Best Rock-'n-Roll Recording, waarin A Hard Day's Night verrassend verloor van Downtown van Petula Clark. De andere categorieën waarin The Beatles genomineerd waren, waren Record of the Year (voor I Want To Hold Your Hand), Song of the Year (A Hard Day's Night) en Best Original Score Written for a Motion Picture or TV Show (A Hard Day's Night).
De meeste Grammy's gingen naar zanger Roger Miller, die vijf Grammy's won, alle vijf in de country-categorieën (de enige country-Grammy die hij niet won was, begrijpelijkerwijze, voor de Beste Countryzangeres).
Het album Getz/Gilberto van Stan Getz en Joao Gilberto won in totaal vier Grammy's, waaronder Album of the Year en Record of the Year voor een nummer van het album, The Girl from Ipanema. Stan Getz kreeg drie individuele Grammy's, Gilberto een.
Henry Mancini wist voor het vijfde opeenvolgende jaar minimaal één Grammy in de wacht te slepen. Dit jaar won hij er drie, allemaal voor The Pink Panther Theme. Zijn totaal stond op dat moment op zeventien, een record.
Andere opvallende winnaars waren het album People van Barbra Streisand, goed voor drie Grammy's, waaronder een voor Barbra zelf. Hello Dolly!, een hit voor Louis Armstrong, won twee Grammy's waaronder die voor Song of the Year. Julie Andrews en Dick Van Dyke wonnen twee Grammy's in de categorieën voor beste kinderplaat en beste soundtrack voor hetzelfde album, de soundtrack van hun film Mary Poppins.
De dood van John F. Kennedy ruim een jaar eerder galmde nog na in de Grammy-uitreiking van 1965. Twee Grammy's hadden met hem te maken: een speciale herdenkingsaflevering voor Kennedy van het BBC-programma That Was The Week That Was won de prijs in de categorie Gesproken Woord, terwijl de compositie Kaddish van Leonard Bernstein, gecomponeerd ter nagedachtenis van Kennedy, de Grammy won voor Best Classical Album.

## Winnaars

### Algemeen
- Record of the Year
  - "The Girl from Ipanema" - Astrud Gilberto & Stan Getz
- Album of the Year
  - "Getz/Gilberto" - Joao Gilberto & Stan Getz
- Song of the Year
  - Jerry Herman (componist) voor "Hello Dolly!", uitgevoerd door Louis Armstrong
- Best New Artist
  - The Beatles

### Pop
- Best Vocal Performance (zangeres)
  - "People" - Barbra Streisand
- Best Vocal Performance (zanger)
  - "Hello Dolly!" - Louis Armstrong
- Best Vocal Performance (groep)
  - "A Hard Day's Night" - The Beatles
- Best Vocal Performance (koor)
  - "The Swingle Singers Going Baroque" - Ward Swingle (koordirigent), uitgevoerd door The Swingle Singers
- Best Instrumental Performance
  - "The Pink Panther Theme" - Henry Mancini
- Best Rock-'n-Roll Recording
  - "Downtown" - Petula Clark

### Klassieke muziek
(Alleen de vet gedrukte namen ontvingen een Grammy)
- Best Classical Performance (orkest)
  - "Mahler: Symphony No. 5/Berg: Wozzeck Excerpts" - Erich Leinsdorf (dirigent) & the Boston Symphony Orchestra
- Best Vocal Soloist Performance (Beste uitvoering van een zanger(es), met of zonder orkestbegeleiding)
  - "Berlioz: Nuits d'Eté (Song Cycle)/Falla: El Amor Brujo" - Leontyne Price (soliste), Fritz Reiner (dirigent) & The Chicago Symphony Orchestra
- Best Opera Recording
  - "Bizet: Carmen" - Herbert von Karajan (dirigent), Franco Corelli, Mirella Freni, Robert Merrill & Leontyne Price (solisten) & Wiener Philharmoniker
- Best Choral Performance (Beste kooruitvoering)
  - "Britten: A ceremony of carols" - Robert Shaw (koordirigent) & The Robert Shaw Chorale
- Best Performance by Instrumental Soloist(s) (Beste uitvoering door een instrumentale solist, met orkestbegeleiding)
  - "Prokofiev: Violin Concerto No. 1 in D" - Isaac Stern (solist), Eugene Ormandy (dirigent) & The Philadelphia Orchestra
- Best Performance by Instrumental Soloist(s) (Beste uitvoering van een instrumentale solist, zonder orkestbegeleiding)
  - "Vladimir Horowitz Plays Beethoven, Debussy, Chopin" - Vladimir Horowitz
- Best Chamber Music Performance - Vocal (Beste uitvoering van kamermuziek met zang)
  - "It Was a Lover and His Lass" - Noah Greenberg (dirigent) & the New York Pro Musica
- Best Chamber Music Performance - Instrumental (Beste uitvoering van instrumentale kamermuziek)
  - "Beethoven: Trio No. 1 in E Flat, Op. 1 #1" - Gregor Pjatigorski, Jascha Heifetz & Jacob Lateiner
- Best Composition by a Contemporary Composer (Beste compositie van een moderne componist)
  - Samuel Barber voor "Concerto", uitgevoerd door John Browning
- Best Classical Album
  - "Bernstein: Symphony No. 3 - Kaddish" - Leonard Bernstein (dirigent) & The New York Philharmonic
- Most Promising New Classical Recording Artist (Meest veelbelovende klassieke artiest)
  - Marilyn Horne

### R&B
- Best Rhythm and Blues Recording
  - "How Glad I Am" - Nancy Wilson

### Composition & Arranging (Composities & Arrangementen)
- Best Instrumental Composition
  - Henry Mancini (componist) voor "The Pink Panther Theme"
- Best Original Score Written for a Motion Picture or Television Show (Beste originele muziek geschreven voor een film of tv-show)
  - Richard M. Sherman & Robert B. Sherman (componisten) voor "Mary Poppins" (uitvoerenden: Dick Van Dyke & Julie Andrews)
- Best Instrumental Arrangement
  - Henry Mancini (arrangeur) voor "The Pink Panther Theme"
- Best Accompaniment Arrangement for Vocalist(s) or Instrumentalist(s) (Beste arrangement voor begeleidende muziek voor vocalisten of instrumentalisten)
  - Peter Matz (arrangeur) voor "People", uitgevoerd door Barbra Streisand

### Kinderrepertoire
- Best Recording for Children
  - "Mary Poppins" - Dick Van Dyke & Julie Andrews

### Comedy
- Best Comedy Performance
  - "I Started Out as a Child" - Bill Cosby

### Country
- Best Country & Western Vocal Performance (zangeres)
  - "Here Comes My Baby" - Dottie West
- Best Country & Western Vocal Performance (zanger)
  - "Dang Me" - Roger Miller
- Best Country & Western Single
  - "Dang Me" - Roger Miller
- Best Country & Western Song
  - Roger Miller (componist) voor "Dang Me"
- Best Country & Western Album
  - "Dang Me/Chug-a-lug" - Roger Miller
- Best New Country & Western Artist
  - Roger Miller

### Folk
- Best Folk Recording
  - "We'll Sing in the Sunshine" - Gale Garnett

### Gospel
- Best Gospel or Other Religious Recording
  - "Great Gospel Songs" - Tennessee Ernie Ford

### Jazz
- Best Instrumental Jazz Performance (kleine bezetting, al dan niet met solist)
  - "Getz/Gilberto" - Stan Getz
- Best Instrumental Jazz Performance (grote bezetting, al dan niet met solist)
  - "Guitar From Ipanema" - Laurindo Almeida
- Best Original Jazz Composition
  - Lalo Schifrin (componist) voor "The Cat"

### Musical
- Best Score from an Original Cast Show Album (Beste originele muziek uit een musical, uitgevoerd door de originele cast)
  - "Funny Girl" - Bob Merrill & Jule Styne (componisten)

### Hoezen
- Best Album Cover (Classical)
  -     - Robert M. Jones & Jan Balet (ontwerpers) voor "Saint-Saens: Carnival of the Animals/Britten: Young Persons Guide to the Orchestra", uitgevoerd door Arthur Fiedler (dirigent)
- Best Album Cover (Non-Classical)
  - Robert Cato (ontwerper) & Don Bronstein (fotograaf) voor "People", uitgevoerd door Barbra Streisand
- Best Album Notes (Beste hoestekst)
  - Stanton Catlin (schrijver) voor "Mexico (Legacy Collection)", uitgevoerd door Carlos Chavez

### Production and Engineering (Productie en Techniek)
- Best Engineered Recording (Non-Classical) (Beste techniek op een niet-klassieke opname)
  - Phil Ramone (technicus) voor "Getz/Gilberto", uitgevoerd door Joao Gilberto & Stan Getz
- Best Engineered Recording (Classical) (Beste techniek op een klassieke opname)
  - Douglas Larter (technicus) voor "Britten: Young Person's Guide to the Orchestra", uitgevoerd door Carlo Maria Guilini (dirigent) & the Philharmonia Orchestra
- Best Engineered Recording (Special Effects)
  - David Hassinger (technicus) voor "The Chipmunks Sing the Beatles", uitgevoerd door The Chipmunks

### Gesproken Woord
- Best Documentary, Spoken Word or Drama Recording
  - "BBC Tribute to John F. Kennedy" - Cast van That Was The Week That Was